# CZ 85
CZ 85 — самозарядний пістолет під набій 9×19 мм Парабелум.

## Опис
Розроблений у Чехословаччині (нині Чехія) компанією Česká Zbrojovka. Це оновлена версія пістолета CZ 75 з невеликими змінами внутрішніх деталей для підвищення надійності. Він має двосторонній запобіжник і затворну затримку, що робить пістолет придатним для стрільби як правшами, так і лівшами. Зброя CZ відрізняється тривалим терміном служби та високою надійністю при використанні різних типів набоїв.
CZ 85 був розроблений тому, що CZ 75 не мав запатентованого дизайну, і, як наслідок, CZ 75 був скопійований іншими країнами, які почали виробляти неліцензійні копії.
CZ 85B — це сучасний варіант із запобіжником бойка, скобою спускового гачка, кільцевим курком і триточковим прицілом. Він доступний у калібрах 9×19 мм і .40 S&W. 9-мм магазини вміщують 16 набоїв, а .40 — 12. Окрім того, доступні магазини на 10 набоїв під обидва калібри.

## Модифікації
- CZ 85B
- CZ 85BD
- CZ 85 Compact